# Senador La Rocque
Senador La Rocque este un oraș în unitatea federativă Maranhão (MA), Brazilia.